# Грос-Рённау
Грос-Рённау (нем. Groß Rönnau) — община в Германии, в земле Шлезвиг-Гольштейн. 
Входит в состав района Зегеберг. Подчиняется управлению Трафе-Ланд.  Население составляет 605 человек (на 31 декабря 2010 года). Занимает площадь 6,38 км².